# جنكيز كوتش
جنكيز كوتش (بالألمانية: Cengiz Koç)‏ (مواليد 9 سبتمبر 1977) هو ملاكم ألماني، مثّل بلاده في الألعاب الأولمبية الصيفية 2000.

## روابط خارجية
- جنكيز كوتش على موقع IMDb (الإنجليزية)

جنكيز كوتش على موقع بوكس ريك (الإنجليزية) (registration required)
- جنكيز كوتش على موقع أوليمبيديا (الإنجليزية)